# Michel Steinebach
Michel Steinebach, né le 21 janvier 1928 et mort le 27 juin 2011, est un urbaniste français. Il est le premier urbaniste à être lauréat du Grand prix de l'urbanisme en 1989.